# Modern Írók Könyvtára
A Modern Írók Könyvtára egy 20. század eleji magyar könyvsorozat volt, amely a következő köteteket tartalmazta:
- I. kötet. Heijermans Hermann. Zsidófurfang. A címlapot rajzolta Kober Leó. (116 l.)
- II. köt. Kipling Rudyard. A fekete Jack és más elbeszélések. A címlapot rajzolta Schönpflug Frigyes. (87 l.)
- III. köt. Gorkij Maxim. A pénz. Elbeszélés az orosz népéletből. A címlapot rajzolta Kober Leó. (96 l.)
- IV. köt. Andrejew Leonid. Köd. A címlapot rajzolta Löffler Berthold. (93 l.)
- V. köt.Mirbeau Octave. Bűn és más elbeszélések. A címlapot rajzolta Löffler Berthold. (86 l.)
- VI. köt. Gorkij Maxim. Malva. A címlapot rajzolta Kober Leó. (114 l.)
- VII. köt. Juskievics Semjon. Ghetto. A címlapot rajzolta Löffler Berthold. (87 l.)
- VIII. köt. Kipling Rudyard. A birmai leányzó és más elbeszélések. A címlapot rajzolta Löffler Berthold. (110 l.)
- IX. köt. Mendès, Catulle. A kolostor meséi. A címlapot rajzolta Kober Leó. (94 l.)
- X. köt. Bourget Pál. Velencei éjszakák és egyéb elbeszélések. A címlapot rajzolta Liebich Hermann. (90 l.)
- XI. köt. RDebillon. Egy pamlag emlékiratai. (128 l.) 1905.
- XII. köt. Silvestre Armand. A szerető. Fordította dr. Szabó Sándor. (79, 1 l.) 1905.
- XIII. köt. Willy. A gyónás. Fordította Bálint Gyula. (73, 1 l.) 1905.
- XIV. köt. Capus Alfred. Mulatságos történetek. Ford. Farkas Emőd. (103, 1 l.) 1905.
- XV. köt. Silvestre Armand. Hűtlen férjek. Fordította dr. Szabó Sándor. (80, 1 l.) 1905.
- XVI. köt. Louys Pierre. Vénus-barlang Fordította Farkas Emőd. (83, 1 l.) 1905.
- XVII. köt. Andrejew Leonid. Lopni akart. (89, 1 l.) 1905.
- XVIII. köt. Tsechoff Antal. A szerelemről. (86, 1 l.) 1905.
- XIX. köt. Melschin L. Szibériai rabszolgák. Fordította Sas Ignác. (79 l.) 1905.
- XX. köt. Gorkij Maxim. Zsidómészárlás. Fordította Sas Igmác. (93, 1 l.) 1905.
- XXI. köt. Csehov Antal. A cicus. (93, 1.) 1905.
- XXII. köt. Strindberg Ágost. Házassági történetek. (141, 1 l.) 1905.